# 筑波櫻
筑波 櫻（2月16日—），日本漫畫家。埼玉縣出身。女性。血型是O型。
1994年，憑「在陽光照射著的春天裡」在白泉社第5回LaLa漫畫大獎獲得佳作評價。同作品在『LaLa DX』7月10日號（白泉社）刊登出道。在『LaLa』『LaLa DX』『MELODY』（均屬於白泉社）活躍。2000年，憑「當現在遇到未來」在第25回白泉社雅典娜新人大賞獲得新作優秀者賞。代表作是『當現在遇到未來』。

## 作品

### 連載
- 當現在遇到未來，原名《目隠しの国（日语：目隠しの国）》（1998年 - 2004年，LaLa DX（英语：LaLa DX）・LaLa，白泉社，單行本全9冊，文庫版全5冊）
- 主人請多指教，原名（2003年 - 不定期連載中，LaLa DX，3冊待續）
- 企鵝革命，原名（2004年 - 2007年，LaLa，全7冊）
- 天空的音符，原名（2013年 - 連載中，AneLaLa）

### 短篇
- 在陽光照射著的春天裡，原名《光のどけき春の日に》（1994年，LaLaDX）
- 森林的聲音，原名《森の声》（1994年，LaLa）
- 最接近天國的島嶼，原名《天国に一番近い島》（1995年，LunaticLaLa）
- 人魚．月亮，原名《マーメイド．ムーン》（1996年，LaLaDX）
- 百花事務所的惡魔，原名《百花事務所の悪魔》（1996年，LaLaDX）
  - 收錄於《當現在遇到未來》第二冊
- 在體肓祭之後，原名《まつりのあと》（1996年，LaLaDX）
  - 收錄於《當現在遇到未來》第一冊
- 兔子．遊戲，原名《バニー．ゲーム》（1997年，LaLaDX）
- 愛搞錯的男生，原名《間違える男》（1997年，LaLaDX）
  - 收錄於《當現在遇到未來》第一冊
- 瞬間的來往者，原名《瞬間の来往者》（1997年，LaLaDX）
- 下雨天，原名《雨の中》（1998年，LaLaDX）
  - 收錄於《主人請多指教》第一冊
- 潛入　麗佳娃娃之家，原名《潜入 リカちゃんハウス》（1998年，MELODY）
- 潛入！陰陽寮 ，原名《潜入!陰陽寮》（2000年，MELODY）
- 生日禮物，原名《バースデー・プレゼンツ》（2002年，LaLaDX）
- 伊甸園之門，原名《エデンの扉》（2003年，The LaLa×MELODY）
  - 收錄於《主人請多指教》第二冊
- 甜蜜的咬痕，原名《甘い咬みあと》（2004年，LaLa）
  - 收錄於《主人請多指教》第一冊
- 隔離的犬山同學，原名《となりの犬山くん》（2008年，LaLa）
- 白色契約，原名《白の契約》（2008年，LaLaDX）
- 眼眸開始的Destiny，原名《瞳からディスティニー》（2009年，LaLa）
- 紅線，原名《赫い糸》（2009年，MELODY）
- 盗花賊，原名《花盗人》（2010年，MELODY）
- 那雙手很溫暖，原名《その手はあたたかい》（2011年，MELODY）
- 等待黑暗降臨，原名《暗くなるまで待って》（2012年，LaLaDX）
- 審判之門，原名《裁きの門》（2011年，白LaLa）
- 傷口與親吻，原名《キズとキス》（2012年，LaLa）
- 手塚學園，原名《手塚学園》（2012年，白LaLa）

## 外部連結
- （日語）